# وبیورن سلبک
وبیورن سلبک (نروژی: Vebjørn Selbekk؛ زاده ۱۴ آوریل ۱۹۶۹) یک روزنامه‌نگار نروژی است.
سلبک سردبیر نشریه "مگزینت" است. این نشریه یکی از نخستین نشریات نروژی بود که به بازنشر کاریکاتورهای جنجال‌برانگیز دانمارکی از پیامبر اسلام دست زد.